# ノルム化可能空間
数学における位相線型空間がノルム付け可能であるとは、そのもともとの位相が適当なノルムの誘導する位相に一致するときに言う。ノルム付け可能な位相線型空間はノルム化可能線型空間あるいは短くノルム化可能空間（ノルムかかのうくうかん、英: normable space; ノルム可能空間）と呼ぶ。ノルム化可能空間は位相空間論および関数解析学において特に興味を持たれる。

## 定義
位相線型空間 (V, T) がノルム化可能であるとは、V 上のノルム ‖ • ‖ が存在して、集合
{\displaystyle U_{\varepsilon }:=\{v\in V\mid \|v\|\leq \varepsilon \}}
の全体が、位相 T に関して零ベクトルの基本近傍系を成すときに言う

## 性質
一般に、ノルム化可能空間の位相は複数の異なるノルムから生成されうるが、二つのノルム ‖ • ‖a および ‖ • ‖b が同じ位相を生成するならば、それらは互いに同値であり、そのようなノルムを一つ選べば V はノルム線型空間を成し、そのノルム位相が T に一致する
ノルム付け可能性は、以下の操作を保存する:
- ノルム化可能空間の任意の部分空間はふたたびノルム化可能である[3]。
- ノルム化可能空間の閉部分空間による任意の商空間はふたたびノルム化可能である[3]。
- ノルム化可能空間からなる族の直積空間がノルム化可能であるための必要十分条件は、それら空間が有限個の例外を除くすべて零となることである[4]。
- ノルム化可能空間の完備化はふたたびノルム化可能である[3]。

他の空間との関係として:
- 任意のノルム化可能空間はDF空間（英語版）である。ある意味逆の結果として、局所凸位相線型空間が距離化可能DF空間ならばノルム化可能である。[5]
- 局所凸位相線型空間の強双対が距離化可能であるための必要十分条件は、もとの空間がノルム化可能となることである。[6]

## ノルム化可能性の判定
コルモゴロフのノルム化可能判定法によれば、ハウスドルフ位相線型空間がノルム化可能となる必要十分条件は、有界凸な零近傍を持つことである。特に、任意のハウスドルフ局所凸空間は有界な零近傍を持てはノルム化可能である。
故に、ノルム化可能でない位相線型空間の例は、全て局所凸空間でない。特に、Lp([0, 1]) (0 < p < 1) はそのような例である。また任意の無限次元モンテル空間、特にシュヴァルツ超函数論に現れる試験函数としての隆起函数の空間 D(Ω), 急減少函数の空間 S(Ω), 滑らかな函数の空間 E(Ω), コンパクト台付き超函数の空間 E′(Ω), 緩増加超函数の空間 S′(Ω), シュヴァルツ超函数の空間 D′(Ω) なども同様の例になっている。さらなるノルム化可能でない位相線型空間の例は、弱位相 σ を無限次元ノルム空間 E 上で考えることで与えられる。空間 (E, σ) がノルム化可能であるための必要十分条件は E が有限次元なることである。

## 注